# Йохан фон Бренер
Йохан фон Бренер (на английски: Johann von Brenner) е австрийски лекар, роден и живял във Виена, заселил се в българските земи.

## Биография
Той е бил може би първият европейски лекар, които е практикувал медицина и модерна медицинска фармация в България по време на османската власт, от средата на 19 век. Макар и от благородническо потекло, от изтъкнат род, известен от началото на 13 век, на проповедници, лекари, учени, музиканти, художници и инженери, той е бил антимонархист и предпочитал да го наричат само д-р Бренер. Участвал в революцията в Австро-Унгария през 1848 г. След неуспеха ѝ е бил принуден да побегне от Австрия и да се скрие от издадената смъртна присъда някъде в затънтените части на турската империя, чакайки удобен момент да се върне в родината си. Установил се отначало да практикува в Сливен, където се заел да организира невиждано и нечувано за онова тъмно време здравно осигуряване за българите. Срещу една турска лира в годината всеки българин имал право на постоянни медицински грижи, без допълнително заплащане ако се разболее. Бедните били освободени от тази такса. Към тази практика можели свободно да се включат хора от всички други народности, но българите били най-чутливи към нея.
Д-р Бренер налагал голям контрол за спазване на чистотата в бита на града, на личната хигиена и на профилактичните прегледи на хората и поради това много скоро влязъл в нетърпим конфликт с турските власти в Сливен и особено с турския лекар там, който имал много съмнителни медицински знания. Затова докторът преместил клиниката и аптеката си в Градец, където намерил благоприятна среда да развие напълно идеите и практиката си и обслужвал населението от Котел, Жеравна, Катунище, Ичера, Медвен и всички други селища наоколо.
Йохан фон Бренер приел православното християнство и се преименувал на д-р Иван Пренер.
Бунтар по душа, лекарят се свързал с българските революционери. Срещал се е с Левски. Бил приятел на Петко Славейков. Починал обаче ненадейно от бронхопневмония, от която се разболял при ходенето да изроди дете някъде из Балкана през люта зима. Не доживял пролетта, през която си наумил на тръгне на обиколка в няколко европейски страни, имало вече амнистия за такива като него, за да търси политическа и финансова подкрепа за революционерите в България, идея, споделена с Левски и насърчена от Апостола.

## Семейство и потомство
Синът на д-р Иван Пренер, Матей Пренеров, е виден телеграфопощенец, получил образованието си във Виена, основал пощи в много градове на България. Бил е началник на пощи в София, Сливен, Бургас, в Скопие и Одрин, по време на войните и др. Бил е и образован, ерудиран богослов, радетел за разбирателство между християнските църкви. След пенсионирането си с приятели основал старчески дом в Бургас. Синът му инж. Светозар Пренеров, учил във Франция, е основал първата българска фабрика за радиоапарати „Тулан“ през 1927 г., две години преди основаването на „Филипс“, и фабрика за кабели в Бургас. Радиоапаратите „Тулан“ са спечелили международни конкурси, в които са участвали производители на най-модерните европейски и американски марки. Производството, с участието на братята му Веселин и Иван, убедително просъществувало до 1944 година, когато фабриката била национализирана от новата политическа власт в България.